# Peter Henlein
Peter Henlein (1479/1480 – tháng 8 năm 1542), người Nürnberg, được xem là người sáng chế ra đồng hồ đeo tay. Ông cũng là một người thợ đồng hồ và đã sáng chế ra dây cót đồng hồ.